# Phelipaea coccinea
Phelipaea coccinea är en snyltrotsväxtart som först beskrevs av Mb., och fick sitt nu gällande namn av Poiret. Phelipaea coccinea ingår i släktet Phelipaea och familjen snyltrotsväxter. Inga underarter finns listade i Catalogue of Life.